# Jiminy Glick in Lalawood
Jiminy Glick in Lalawood è un film del 2004 diretto da Vadim Jean, con protagonista Martin Short.

## Trama
Jiminy Glick è un critico cinematografico di una televisione locale. Viene inviato al Toronto Film Festival accompagnato dalla moglie e dai due figli gemelli Matthew e Modine. Dopo essersi addormentato alla premieré di un bizzarro film sul giovane Gandhi, scriverà l'unica recensione positiva e riuscirà inoltre ad intervistare il protagonista Ben DiCarlo, che da cinque anni non concede interviste. Da qui in poi Jiminy verrà corteggiato da diverse stelle de cinema desiderose di apparire nel suo programma. Nel frattempo il regista David Lynch lo coinvolge in una misteriosa vicenda che sfocerà in un omicidio.